# Mistrzostwa Europy w Kajakarstwie 1999
12. Mistrzostwa Europy w kajakarstwie odbyły się w 1999 w Zagrzebiu.
Rozegrano 18 konkurencji męskich i 8 kobiecych. Mężczyźni startowali w kanadyjkach jedynkach (C-1), dwójkach (C-2) i czwórkach (C-4) oraz w kajakach jedynkach (K-1), dwójkach (K-2) i czwórkach (K-4), zaś kobiety w kajakach jedynkach, dwójkach i czwórkach. Liczba i rodzaj konkurencji nie zmieniły się od poprzednich mistrzostw. 
Pierwsze miejsce w klasyfikacji medalowej wywalczyli reprezentanci Rosji.

## Medaliści

### Mężczyźni

#### Kanadyjki
| Konkurencja: | Złoto:                                                                             | Rezultat | Srebro:                                                                     | Rezultat | Brąz:                                                                                  | Rezultat |
| C-1 200 m    | Maksim Opalew                                                                      | 40,425   | Martin Doktor                                                               | 40,585   | Slavomír Kňazovický                                                                    | 40,775   |
| C-1 500 m    | Maksim Opalew                                                                      | 1:49,810 | Martin Doktor                                                               | 1:51,160 | Gábor Furdok                                                                           | 1:53,070 |
| C-1 1000 m   | Maksim Opalew                                                                      | 3:52,363 | Martin Doktor                                                               | 3:55,053 | Paweł Baraszkiewicz                                                                    | 3:56,263 |
| C-2 200 m    | Polska · Daniel Jędraszko · Paweł Baraszkiewicz                                    | 37,851   | Rumunia · Mitică Pricop · Ionel Averian                                     | 38,031   | Czechy · Petr Procházka · Jan Břečka                                                   | 38,341   |
| C-2 500 m    | Rumunia · Florin Popescu · Gheorghe Andriev                                        | 1:42,103 | Rosja · Aleksandr Kowalow · Aleksandr Kostogłod                             | 1:42,283 | Hiszpania · José Alfredo Bea · David Mascató                                           | 1:43,883 |
| C-2 1000 m   | Rosja · Aleksandr Kowalow · Aleksandr Kostogłod                                    | 3:37,802 | Rumunia · Florin Popescu · Gheorghe Andriev                                 | 3:38,352 | Niemcy · Patrick Schulze · Peter John                                                  | 3:41,062 |
| C-4 200 m    | Czechy · Petr Procházka · Jan Břečka · Petr Fuksa · Karel Kožíšek                  | 35,649   | Rumunia · Gheorghe Andriev · Florin Popescu · Mitică Pricop · Ionel Averian | 35,809   | Rosja · Ignat Kowalow · Aleksiej Wołkonski · Konstantin Fomiczow · Aleksandr Kostogłod | 35,979   |
| C-4 500 m    | Rosja · Andriej Kabanow · Ignat Kowalow · Aleksiej Wołkonski · Konstantin Fomiczow | 1:31,868 | Rumunia · Gheorghe Andriev · Florin Popescu · Mitică Pricop · Florin Huidu  | 1:31,866 | Czechy · Petr Fuksa · Petr Netušil · Viktor Jiráský · Jan Macháč                       | 1:33,176 |
| C-4 1000 m   | Rosja · Andriej Kabanow · Ignat Kowalow · Aleksiej Wołkonski · Konstantin Fomiczow | 3:17,597 | Rumunia · Mitică Pricop · Șamil Grigore · Iosif Anisim · Chiriac Marcov     | 3:19,227 | Ukraina · Roman Bundz · Dmytro Sablin · Mykoła Dimakow · Leonid Kamłoczuk              | 3:19,247 |

#### Kajaki
| Konkurencja: | Złoto:                                                                               | Rezultat | Srebro:                                                                              | Rezultat | Brąz:                                                                         | Rezultat |
| K-1 200 m    | Micha’el Kolganow                                                                    | 35,908   | Ognjen Filipović                                                                     | 36,108   | Pavel Hottmar                                                                 | 36,228   |
| K-1 500 m    | Petyr Merkow                                                                         | 1:39,098 | Grzegorz Kotowicz                                                                    | 1:39,418 | Micha’el Kolganow                                                             | 1:39,498 |
| K-1 1000 m   | Ákos Vereckei                                                                        | 3:32,741 | Babak Amir-Tahmasseb                                                                 | 3:30,535 | Micha’el Kolganow                                                             | 3:34,181 |
| K-2 200 m    | Polska · Adam Wysocki · Marek Twardowski                                             | 33,515   | Norwegia · Nils Olav Fjeldheim · Andreas Gjersøe                                     | 33,975   | Rosja · Siergiej Wierlin · Anatolij Tiszczenko                                | 33,985   |
| K-2 500 m    | Polska · Adam Wysocki · Marek Twardowski                                             | 1:28,852 | Węgry · Ákos Vereckei · Zoltán Kammerer                                              | 1:29,362 | Słowacja · Juraj Bača · Michal Riszdorfer                                     | 1:29,962 |
| K-2 1000 m   | Słowacja · Juraj Bača · Michal Riszdorfer                                            | 3:12,529 | Węgry · Ákos Vereckei · Zoltán Kammerer                                              | 3:14,169 | Polska · Adam Wysocki · Marek Twardowski                                      | 3:14,709 |
| K-4 200 m    | Rosja · Andriej Tissin · Witalij Gańkin · Aleksandr Iwanik · Roman Zarubin           | 31,269   | Ukraina · Ołeksij Śliwiński · Mykoła Zajczenkow · Mychajło Łucznyk · Andrij Borzukow | 31,969   | Słowacja · Andrej Wiebauer · Martin Chorváth · Ján Divinec · Rastislav Kužel  | 31,999   |
| K-4 500 m    | Rosja · Andriej Tissin · Witalij Gańkin · Aleksandr Iwanik · Roman Zarubin           | 1:20,688 | Bułgaria · Petyr Merkow · Andrian Duszew · Miłko Kazanow · Petar Sibinkić            | 1:22,258 | Rumunia · Sorin Petcu · Vasile Curuzan · Marian Sîrbu · Romică Șerban         | 1:22,558 |
| K-4 1000 m   | Polska · Grzegorz Kotowicz · Adam Seroczyński · Marek Witkowski · Dariusz Białkowski | 2:55,199 | Bułgaria · Petyr Merkow · Andrian Duszew · Miłko Kazanow · Petar Sibinkić            | 2:56,049 | Słowacja · Andrej Wiebauer · Juraj Kadnár · Martin Chorváth · Rastislav Kužel | 2:57,499 |

### Kobiety

#### Kajaki
| Konkurencja: | Złoto:                                                                           | Rezultat | Srebro:                                                                          | Rezultat | Brąz:                                                                              | Rezultat |
| K-1 200 m    | Josefa Idem                                                                      | 41,322   | Rita Kőbán                                                                       | 41,582   | Belén Sánchez                                                                      | 42,462   |
| K-1 500 m    | Josefa Idem                                                                      | 1:51,072 | Katalin Kovács                                                                   | 1:52,302 | Elżbieta Urbańczyk                                                                 | 1:52,832 |
| K-1 1000 m   | Josefa Idem                                                                      | 3:55,459 | Katalin Kovács                                                                   | 3:56,809 | Elżbieta Urbańczyk                                                                 | 3:58,319 |
| K-2 200 m    | Polska · Beata Sokołowska · Aneta Pastuszka                                      | 39,454   | Węgry · Szilvia Szabó · Erzsébet Viski                                           | 40,245   | Rosja · Natalja Gulij · Jelena Tissina                                             | 40,374   |
| K-2 500 m    | Polska · Beata Sokołowska · Aneta Pastuszka                                      | 1:40,757 | Węgry · Katalin Kovács · Szilvia Szabó                                           | 1:41,507 | Hiszpania · Beatriz Manchón · Izaskun Aramburu                                     | 1:42,607 |
| K-2 1000 m   | Polska · Beata Sokołowska · Aneta Pastuszka                                      | 3:38,579 | Węgry · Katalin Kovács · Andrea Barócsi                                          | 3:38,819 | Rumunia · Elena Radu · Sanda Toma                                                  | 3:40,429 |
| K-4 200 m    | Rosja · Natalja Gulij · Tatjana Tiszczenko · Olga Tiszczenko · Galina Porywajewa | 35,959   | Węgry · Kinga Bóta · Szilvia Szabó · Erzsébet Viski · Katalin Kovács             | 36,459   | Czechy · Šárka Borkovcová · Kateřina Hluchá · Barbora Futerová · Milena Pergnerová | 36,949   |
| K-4 500 m    | Węgry · Kinga Bóta · Szilvia Szabó · Erzsébet Viski · Katalin Kovács             | 1:35,126 | Hiszpania · Beatriz Manchón · Izaskun Aramburu · Ana María Penas · Belén Sánchez | 1:36,796 | Rosja · Natalja Gulij · Tatjana Tiszczenko · Olga Tiszczenko · Galina Porywajewa   | 1:37,506 |

## Klasyfikacja medalowa
| Miejsce | Państwo    | Złoto | Srebro | Brąz | Razem |
| ------- | ---------- | ----- | ------ | ---- | ----- |
| 1       | Rosja      | 9     | 1      | 4    | 14    |
| 2       | Polska     | 7     | 1      | 4    | 12    |
| 3       | Włochy     | 3     | 0      | 0    | 3     |
| 4       | Węgry      | 2     | 9      | 1    | 12    |
| 5       | Rumunia    | 1     | 5      | 2    | 8     |
| 6       | Czechy     | 1     | 3      | 4    | 8     |
| 7       | Bułgaria   | 1     | 2      | 0    | 3     |
| 8       | Słowacja   | 1     | 0      | 4    | 5     |
| 9       | Izrael     | 1     | 0      | 2    | 3     |
| 10      | Hiszpania  | 0     | 1      | 3    | 4     |
| 11      | Ukraina    | 0     | 1      | 1    | 2     |
| 12      | Francja    | 0     | 1      | 0    | 1     |
| 12      | Jugosławia | 0     | 1      | 0    | 1     |
| 12      | Norwegia   | 0     | 1      | 0    | 1     |
| 15      | Niemcy     | 0     | 0      | 1    | 1     |
|         | Razem      | 26    | 26     | 26   | 78    |